# Britta Steffenová
Britta Steffenová (* 16. listopadu 1983 Schwedt, Německo) je německá plavkyně. Specializuje se na sprinterské tratě volným způsobem; je také držitelkou světových rekordů na 50 i 100 m volný způsob.

## Sportovní kariéra
V roce 1999 získala šest titulů na juniorském mistrovství Evropy a v následujícím roce startovala na olympijských hrách v Sydney, kde získala medaili s německou štafetou. V letech 2004 až 2006 se věnovala především studiu a vrcholných závodů se neúčastnila. Vrátila se před mistrovstvím Evropy v roce 2006, na kterém zvítězila na 50 i 100 m volný způsob, přičemž na delší trati překonala světový rekord Libby Lentonové. Tou dobou se také stala držitelkou světových rekordů s německými štafetami 4 × 100 m i 4 × 200 m volný způsob. Na olympijských hrách 2008 vybojovala své první zlaté medaile z vrcholné světové akce. Nejprve na stometrové trati v závěru těsně porazila Libby Lentonovou, později v závodě na 50 metrů porazila Daru Torresovou o jedinou setinu sekundy. Své dvě vítězství zopakovala i v následujícím roce na mistrovství světa 2009, přičemž v obou závodech vytvořila nový světový rekord.

## Mimořádné výkony
- držitelka aktuálního světového rekordu na 50 m volný způsob - 23,73 s
- držitelka aktuálního světového rekordu na 100 m volný způsob - 52,07 s